# 金剛九尾
『金剛九尾（こんごうきゅうび）』は、陰陽座の9枚目のアルバム。2009年9月9日発売。発売元はキングレコード。

## 概要
前作からちょうど1年後にリリースされた。瞬火によれば最強の妖怪である九尾の狐をモチーフとした作品を作ることは以前から構想にあり、9枚目の作品として出す予定でもあった。本人は今作を「今までの中でも最高傑作」と評している。偶然にも、2009年の9月9日に9枚目のアルバムとしてリリースされたとして、瞬火は縁起がいいと語っている。『魔王戴天』に続き、瞬火が作詞作曲を全て担当しているアルバム。

## 収録曲
- 全作詞・作曲：瞬火

1. 獏（ばく）[6:45]
2. 蒼き独眼（あおきどくがん） [4:08]
  - 14thシングルの表題曲。「独眼竜」のあだ名で知られる伊達政宗をモチーフにしたナンバー。
3. 十六夜の雨（いざよいのあめ）[4:33]
4. 小袖の手（こそでのて）[5:09]
5. 孔雀忍法帖（くざくにんぽうちょう）[4:27]
6. 挽歌（ばんか）[4:12]
7. 相剋（そうこく）[3:57]
  - 13thシングルの1曲目。
8. 慟哭（どうこく）[4:05]
  - 13thシングルの2曲目。
9. 組曲「九尾」〜玉藻前（くみきょくきゅうび たまものまえ）[5:56]
  - アルバムのコンセプトとなる曲であり、三つ目の組曲シリーズ。玉藻前のエピソードを題材としている。
10. 組曲「九尾」〜照魔鏡（くみきょくきゅうび しょうまきょう）[9:26]
  - 組曲「九尾」の第二章。玉藻前が白毛金剛九尾の狐であると見破られる物語を描く。
11. 組曲「九尾」〜殺生石（くみきょくきゅうび せっしょうせき）[5:32]
  - 組曲「九尾」の最終章。玉藻前の死後の物語を描く。
12. 喰らいあう[3:35]